# Једнослојан коцкасти епител
Једнослојан коцкасти епител изграђен је од истоврсних епителских ћелија чија су висина и ширина приближно једнаке. Централно постављена једра имају најчешће лоптаст облик.
Налази се у:
- изводним каналима многих жлезда, какве су нпр. пљувачне жлезде;
- изувијаном проксималном и дисталном делу бубрежних каналића
- хороидном плексусу
- бубној дупљи.